# 新茲拉托皮爾 (羅濟夫卡市鎮)
47°30′45″N 36°49′36″E / 47.51250°N 36.82667°E
新茲拉托皮爾（烏克蘭語：Новозлатопіль），2016年前名為普羅萊塔爾斯凱（烏克蘭語：Пролетарське），是位於烏克蘭東南部的村莊，由扎波羅熱州波洛希區的羅濟夫卡市鎮負責管轄。該村分別距離馬里諾皮爾1.5公里和澤萊諾皮爾4公里，面積0.77平方公里，2001年人口570。